# Edmund Wilson
Edmund Wilson (Red Bank (New Jersey), 8 mei 1895 – Talcottville (New York), 12 juni 1972) was een Amerikaans journalist, literatuurcriticus, essayist, dichter en publicist die vooral bekendstaat om zijn literaire kritieken.

## Biografie
Wilson werd opgeleid aan Princeton. Hij begon zijn carrière als een verslaggever voor de New York Sun, en diende in het leger tijdens de Eerste Wereldoorlog. Hij was hoofdredacteur van Vanity Fair in 1920 en 1921, en werkte later bij de kranten de The New Republic en de The New Yorker.
Wilson was geïnteresseerd in moderne cultuur in zijn geheel en veel van zijn schrijfselen gaan buiten het gebied van de pure literaire kritieken. In zijn boek To the Finland Station bestudeert hij het verloop van het Europese socialisme dat culmineert in de aankomst van Lenin als aanvoerder van de bolsjewieken op het Finland Station in Sint-Petersburg.
Wilsons vroege werken zijn erg beïnvloed door de ideeën van Freud en Marx. Hij was zeer geïnteresseerd in hun werk.
Hij was een goede vriend van schrijver F. Scott Fitzgerald. Fitzgeralds laatste boek werd door hem voor postume publicatie geredigeerd.
- Bibsys: 90060390
- Biblioteca Nacional de España: XX1160605
- Bibliothèque nationale de France: cb11929263w (data)
- Catàleg d'autoritats de noms i títols de Catalunya: 981058581067606706
- CiNii: DA00403109
- Gemeinsame Normdatei: 118633481
- International Standard Name Identifier: 0000 0001 2280 725X
- Library of Congress Control Number: n79043459
- Nationale Bibliotheek van Letland: 000038982
- Bibliotheek van het Japanse parlement: 00461113
- Nationale Bibliotheek van Tsjechië: jn19990009174
- Nationale bibliotheek van Australië: 35612182
- Nationale Bibliotheek van Israël: 987007270082505171
- Nederlandse Thesaurus van Auteursnamen: 068374364
- Réseau des bibliothèques de Suisse occidentale: 02-A024084588
- Istituto Centrale per il Catalogo Unico: CFIV047598
- LIBRIS: 326945
- SNAC: w6xp731f
- Système universitaire de documentation: 027197948
- Trove: 1014571
- Virtual International Authority File: 61553881
- WorldCat: E39PBJfGTJj3QTt4RTKT4Mfwmd